# وان گالی فیس
وان گالی فیس (انگلیسی: One Galle Face) ساختمان مسکونی ۵۱ طبقه مستقر در جزیره کلومبو، سری‌لانکا است، که در سال ۲۰۱۹ احداث گردید.